# Ihlienworth
Ihlienworth è un comune di 1.649 abitanti della Bassa Sassonia, in Germania.
Appartiene al circondario (Landkreis) di Cuxhaven (targa CUX) ed è parte della comunità amministrativa (Samtgemeinde) di Land Hadeln.